# Mareta West
Mareta N. West (9 de agosto de 1915 - 2 de noviembre de 1998) fue una astrogeóloga estadounidense que en la década de 1960 eligió el sitio del primer aterrizaje lunar tripulado, el Apolo 11. Fue la primera mujer astrogeóloga. Sus restos cremados fueron lanzados al espacio. 

## Primeros años
West nació el 9 de agosto de 1915. Se graduó en geología en la Universidad de Oklahoma, donde fue miembro de la hermandad Kappa Kappa Gamma.
West era de Oklahoma de tercera generación, sus abuelos se mudaron al territorio indio en 1889.

## Carrera
En la década de 1940, West trabajó como geóloga petrolera en la industria del petróleo y el gas antes de convertirse en la primera mujer geóloga contratada por el Servicio Geológico de los Estados Unidos en Arizona. Fue la primera mujer astrogeóloga.
West eligió el sitio del primer aterrizaje lunar tripulado por el Apolo 11.

## Publicaciones
- Nuclear Power Reactor Sites in the Southeastern United States, 1978.
- West Side of the Moon

## Restos cremados lanzados al espacio
Sus restos cremados se lanzaron al espacio a bordo de un cohete SpaceLoft-XL el 28 de abril de 2007 como parte del primer intento comercial de lanzar restos humanos para el "entierro" lunar. Este fue un lanzamiento suborbital, y los restos fueron recuperados después. Se lanzaron de nuevo el 2 de agosto de 2008, a bordo de un cohete Falcon 1. El destino previsto de este vuelo era la órbita baja de la Tierra, sin embargo, el cohete falló dos minutos después del lanzamiento.